# 蘇東中學
蘇東中學(英文﹕Su Tung Middle School, 又稱 Su Tung Middelbare School)及其附屬小學是印度尼西亞共和國蘇門答臘島棉蘭市創立於1931年的著名華人學府。自1958年初起，蘇東中學逐步發展成為現今印度尼西亞民族教育制度領導下的蘇東牧(Sutomo)中學。

## 歷史

### 1931年創立
蘇東中學及其附屬小學是印度尼西亞共和國蘇門答臘島棉蘭市華人領袖集資興辦而於1931年創立的著名華人學府。
1927年印度尼西亞棉蘭市華人領袖為了提高華人子弟的學問水準,倡議設立中學,並推薦丘清德、溫發金、張公善、張念遺、謝聯棠、張尚岳、張藍田、丘榮慶、劉炳庚、徐貢覺、李承宗、葉燕淺、朱倉、許友志、丘炳茂、沈昇輝、劉錫康、韓貢彝、張達榮、楊紹卿、王知堂、黃漢卿等君建立籌備委員會,籌募經費,動工興建校舍並於1931年竣工。隨之,蘇東中學宣告成立。

#### 蘇東中學籌建校舍碑記
惠陽姚爾融書
棉蘭為蘇東首府﹐吾僑離鄉背井﹐遠涉重洋﹐生息經營於斯者﹐垂百年歷史﹐生聚教訓﹐二者柶需﹐是以遠識之士﹐於民國紀年前﹐倡辦學校﹐養正僑童﹐風聲所樹﹐遠近景從﹐不數載﹐蘇島一方有華校數十所﹐此吾僑肆力教育﹐發揚文化﹐可稱為華僑光榮史中之一頁﹐但所辦學校﹐均限於小學﹐而莘莘學子畢業以後﹐欲就此升學而無由。
民國十六年（1927年）七月間﹐吾僑先覺及熱心僑眾﹐抱其提高深造僑童學問之宏願﹐倡議設立中學﹐風聲所播﹐各界響應﹐由僑眾大會公推丘清德、溫發金、張公善、張念遺、謝聯棠、張尚岳、張藍田、丘榮慶、劉炳庚、徐貢覺、李承宗、葉燕淺、朱倉、許友志、丘炳茂、沈昇輝、劉錫康、韓貢彝、張達榮、楊紹卿、王知堂、黃漢卿等君為籌備委員﹐綢繆三載﹐慘淡經營﹐至民國二十年春間（1931年）﹐本校校舍始告竣工﹐玆謹將各界捐款芳名﹐照章勒石﹐以彰盛德﹐而勵來茲。
中華民國二十一年﹐公元1932年2月5日。
蘇東中學籌備大會謹立

### 二次世界大戰后擴建提高
第二次世界大戰后, 更得到東南亞華人領袖及商界的關心和支持, 而繼續擴大與提高。1952年擴建新校舍大樓。當年, 嚴格的教學制度, 優秀的師資及設備, 超越一般水準的課程要求, 和全面發展的文藝訓練与體育活動, 使蘇東中學一度成為東南亞華人最優秀學府之一, 從中培養出許多品學兼優, 德才兼備的華人子弟。

### 1958年後發展為蘇東牧中學
1958年印度尼西亞政府限令印尼華裔公民必須就讀於印度尼西亞民族學校。當時的蘇東中學董事會因而於1958年初設立蘇東牧教育基金會(Yayasan Perguruan Sutomo)，並在蘇東中學月路舊校舍建立蘇東牧民族學校。1958年11月﹐原蘇東中學以華語教學部份根據印度尼西亞政府指示宣佈結束。
之後﹐雖然經歷當時印度尼西亞政治動蕩的情勢﹐由印度尼西亞民族教育領導下的蘇東牧中學在廣大華人﹐商界和印度尼西亞政府的支持下﹐卻繼續不斷地發展壯大而成為當地重要教育機構﹐至今已為當地工商界培養出許多優秀的傑出人才。

## 校訓
蘇東中學於1931年成立後﹐創辦此華人學府的華人領袖與教育家﹐追隨孫中山先生的革命理想﹐並以【禮、義、廉、恥】定為校訓﹐以敦促華人學子牢記他們的先輩來自具有五千年文化歷史之禮儀之邦。
據<管子-牧民篇>﹐古人管 仲曰﹕“禮 義 廉 恥﹐國 之 四 維﹔四 維 不 張﹐國 乃 滅 亡。”而“禮不逾節﹐義不自進﹐廉不蔽惡﹐恥不從枉。故不逾節則上位安﹐不自進則民無巧詐﹐不蔽惡則行自全﹐不從枉則邪事不生。”
蘇東中學學生以校訓禮 義 廉 恥為道德與行為之準則﹐尊師重道﹐互敬互助﹐並以誠實謙虛﹐品德高尚為榮。

## 校歌
蘇東中學校歌由陳維經作曲﹐梁披雲作詞。歌詞如下：
「蘇島東頭﹐馬達巍莪障碧空。黌舍廣開﹐神州文物播休風。我們弟兄姐妹﹐去國萬里﹐聚合天涯﹐親情骨肉﹐數晨昏﹐共遊樂﹐喜氣融融一室中。努力及時﹐莫放
詔華去無蹤。看取他年﹐凌雲壯志吐長虹。」
蘇東中學校歌以進行曲的旋律﹐以鼓勵追求上進的豪邁歌詞來展現優秀學府的凌雲壯志﹐崇高理想。

## 歷任董事會董事
1931年 - 首屆董事會
- 主席﹕ 溫發金
- 副主席﹕ 丘清德
- 財政﹕ 黃文鎮
- 總務﹕ 陳添丁
- 秘書﹕ 梁敏孫
- 董事﹕ 張公善(步青)、張念遺、張尚樹、謝聯棠、張藍田、韓貢彝、張達榮、劉炳庚、丘炳茂、丘榮慶、劉錫康、饒斐野、徐貢覺、許友志、黃漢卿、葉燕淺、沈昇輝等。

1932年 - 第二屆董事會
- 主席﹕ 溫發金
- 財政﹕ 黃文鎮
- 董事﹕ 張公善、丘清德、張尚樹、陳添丁、徐貢覺、饒斐野、劉煜、李禎祥、李承宗等。

1933年 - 第三屆董事會
- 主席﹕ 謝聯棠
- 財政﹕ 黃文鎮
- 董事﹕ 丘毅衡、黃展驥、翁篤新、張念遺、陳添丁、吳基振、陶雁賓等。

1934年 - 第四屆董事會
- 主席﹕ 謝聯棠
- 副主席﹕溫發金
- 財政﹕ 鍾次衡
- 董事﹕ 丘毅衡、張念遺、呂璽料、葉貽東、黃展驥、張尚樹、饒斐野、吳基振、陳添丁等。

1935年 - 第五屆董事會
- 主席﹕ 謝聯棠
- 副主席﹕溫發金
- 財政﹕丘宗庭
- 副財政﹕ 張念遺
- 正稽查﹕ 游全祿
- 副稽查﹕ 葉貽東
- 董事﹕丘毅衡、呂璽料、黃展驥、張尚樹、饒斐野、吳基振、陳添丁等。

1936年 - 第六屆董事會
- 名譽董事：丘清德、張公善
- 主席﹕ 謝聯棠
- 副主席﹕丘毅衡
- 財政﹕丘宗庭
- 副財政﹕何宏經
- 稽查﹕顏披祜
- 副稽查﹕葉貽東
- 董事﹕呂怡忠、張東沼、黃清淡、陳鑿深、郭恆英、張尚樹、張藍田、游全祿、吳基振、伍沛濂、熊保捷、廖海樓、張克粹等。

1938年董事會
- 主席﹕張念遺
- 副主席﹕吳基振
- 秘書﹕黃在中

1947年董事會
- 主席﹕張其南

1952年董事會
- 主席：史聯對
- 副主席：黃茂團
- 董事：王振牆、關祖養、陳克瑞、葉貽昌、蕭兆魁、黃種厚、張尚樹、張尚買、陳淑海、陳覺今、辜芝德、葉占春、陳恢宏、吳基振、伍啟勝、周百梨、倪錦波、王聲澍。

1958年 - 最後一屆董事會
- 名譽董事：丘清德、張公善、謝聯棠、張尚樹、張念遺、張其南。
- 主席：史聯對
- 副主席：黃茂團
- 董事：陳金華、陳維明、郭桂逢、陳豐盛、陳克瑞、蕭修順、陳恢宏、王金洲、丘秉發、黃永裕、伍啟勝、莊維城、吳基振、楊式魁、陳耀焜、黃良榮、許丙丁、黃和傳、蕭兆魁、葉占春、何天池、符致、郭鼎光。

## 歷任校長
- 徐松石

1931﹔中國上海滬江大學畢業﹔美國普林斯頓大學教育碩士。
- 經達人

1931﹔中國上海滬江大學畢業﹔美國芝加哥大學﹐哥倫比亞大學教育碩士。
- 余澤鴻

1932 代校長﹔山東齊魯大學畢業。
- 昝希范

1933 代校長﹔ 上海滬江大學畢業。
- 羅良鑄

1933
- 詹汝芳

1934
- 莊恭繼

1934 代校長
- 梁披雲

1936﹔中國上海大學畢業
- 韓映波

1938
- 經達人

1939﹔中國上海滬江大學畢業﹔美國芝加哥大學﹐哥倫比亞大學教育碩士。
- 甄成德

1949
- 畢道禮

1950 代校長
- 林天祥

1951 - 1955﹔ 北大工學院畢業
- 容權煥

1956 - 1958

## 歷任傑出教師
蘇東中學在建校28年的歷程中﹐不斷以重金禮聘博士﹐專家﹐工程師來教授中學課程。許多蘇東中學的优秀教師畢業於世界著名大學﹐例如美國哈佛大學﹐日本早稻田大學﹐英國美術專科﹐上海交通大學﹐上海滬江大學﹐北京燕京大學﹐中國國立中央大學﹐廣州理學院等。
華語語文教師
蔡鶴田、錢少華、段班、李藹德、鄭紹崖、趙爾謙、江陳詩、陳百里
華文及史地教師還有﹕朱健軍、羅善保、張社銳、張逸中、鄔松風、黃劍峰、王基欽、楊謙茂、林野、林紫琦、陳熙、朱娛、許天露、梁達人
英文教師
昝希范、陳維經、陳維明、黃世坤、劉毓瑜、陳江波、李明順、李明利、林秀英、
林英姿、曾忠義
荷蘭文及印尼文教師
李錦秀、楊香珠、李茀蓀、Ibu Zahara、Ibu Inajat、林桂蘭
數學教師
王作丹、葉鋆章、張家樑、馮禹庸、通口修、謝章仁、林雙吉
化學教師
陳燕貽，黃恬靜、林水蓮、黃香珠、張世鵬
物理教師
馮禹庸、黃香珠、鄧發聰、胡振聲
生物教師
顧翰方、陳瑞仙、黃槐清
歷史地理教師
盧明德、何爾玉、王珂、鄔祟峰、楊謙茂、高振承
美術教師
李子瑞、張白鷗
體育教師
陳在頤、陳威虎、鄧吉寧、王基欽
此外﹐各科教師還有﹕殷德義、黃華冰、楊崑山、曾衡、楊仰攀、楊芳珠、黃芳奎、周崢岷、魯永貞

## 相關連結
1. .   [2010-05-06]. （原始内容存档于2010-08-17） （中文）.
2. .   [2010-05-06]. （原始内容存档于2013-11-19） （印度尼西亚语）.
3. .   [2010-05-06] （中文）.
4. .   [2010-05-06]. （原始内容存档于2008-12-03） （中文）.